# Ignaz Holzbauer
Ignaz Holzbauer, född 18 september 1711 i Wien, död 7 april 1783 i Mannheim, var en österrikisk kompositör och medlem av Mannheimskolan.
Holzbauer var musikdirektör i hemstaden Wien fram till 1747 varefter han tillbringade en tid i Italien. År 1750 blev han kapellmästare i Stuttgart och därefter innehade han samma tjänst i Mannheim från 1753. Under hans ledning blev hovkapellet i Mannheim en av de mest kända orkestrarna i Europa. Han verkade även som lärare vid hovet i Mannheim där han bland andra hade Carl Stamitz och Johann Anton Friedrich Fleischmann som elever. När hovet flyttade till München 1778 blev Holzbauer kvar i Mannheim som lärare och kompositör livet ut. Hans stil var i linje med Sturm und Drang-rörelsen inom tysk konst och litteratur.

## Operor
- Lucio Papirio (dramma per musica,  libretto av Apostolo Zeno, 1737, Holleschau)
- Sesostri, re d'Egitto (dramma per musica, libretto av  Zeno, 1738, Holleschau)
- Vologeso (dramma per musica, libretto av Zeno, 1739, Holleschau)
- Hypermnestra (teutsche Opera, libretto av Johann Leopold van Ghelen, 1741, Wien)
- La fata meravigliosa (dramma giocoso per musica, 1748, Wien)
- Il figlio delle selve (favola pastorale per musica, libretto av Carlo Sigismondo Capece, 1753, Schwetzingen)
- L'isola disabitata (azione per musica, libretto av Pietro Metastasio, 1754, Schwetzingen)
- L'Isspile (dramma per musica, libretto av  Metastasio, 1754, Mannheim)
- Il Don Chisciotte (opera semiridicola, libretto av  Zeno, 1755, Schwetzingen)
- I cinesi (componimento drammatico per musica, libretto av  Metastasio and Mattia Verazi, 1756, Schwetzingen)
- Le nozze d'Arianna (festa teatrale per musica, libretto av  Verazi, 1756, Schwetzingen)
- La clemenza di Tito (dramma per musica, libretto av Metastasio och Verazi, 1757, Mannheim)
- Nitteti (dramma per musica, libretto av Metastasio, 1758, Mannheim)
- Alessandro nell'Indie (dramma per musica, libretto av Metastasio, 1759, Milano)
- Ippolito ed Aricia (dramma per musica, libretto av Carlo Innocenzo Frugoni och Verazi, 1759, Mannheim)
- Günther von Schwarzburg (singspiel, libretto av Anton Klein, 1777, Mannheim)
- La morte di Didone (revised as Tod der Dido) (singspiel, baserad på ett libretto av Metastasio, 1779, Mannheim)
- Tancredi (dramma per musica, 1783, Monaco)

## Oratorier
- La Passione de Gesù Cristo, libretto av Metastasio (1754)
- Isacco, libretto av Metastasio (1757, försvunnen)
- La Betulia liberata, libretto av Metastasio (1760)
- Il guidizio di Salomone, libretto av Mattia Verazi (1765)
- Giefte, libretto av Verazi (försvunnen)

## Övriga verk
- 200 Symfonier
- 18 Stråkkvartetter
- 13 Konserter
- 37 Motetter
- 21 Mässor